# 30 by Ella
30 by Ella — тридцать седьмой студийный альбом американской джазовой певицы Эллы Фицджеральд, выпущенный на лейбле Capitol Records в 1968 году под студийным номером Capitol ST 2960. Пластинка представляет собой 6 попурри на темы популярных песен, в переизданную версию в формате CD 2000 года (номер — Capitol 7243-5-20090-2-2) также вошёл 7 бонусный трек.

## Список композиций
| №                   | Название | Автор(ы) | Длительность |
| ------------------- | --- | --- | ------------ |
| 1.                  | «My Mother’s Eyes Try a Little Tenderness I Got It Bad (and That Ain’t Good) Everything I Have Is Yours I Never Knew (I Could Love Anybody Like I’m Loving You) Goodnight My Love» | Абель Баер, Луис Вольф Гилберт Гарри М. Вудс, Джимми Кемпбелл Дюк Эллингтон, Пол Франсис Уэбстер Гарольд Адамсон, Бёртон Лэйн Пол Уайтман, Рэймонд Б. Иган, Том Питтс, Рой Марш Мак Гордон, Гарри Ревель | 12:21        |
| 2.                  | «Four or Five Times Maybe Taking a Chance on Love Elmer’s Tune At Sundown It’s a Wonderful World»                                                                                  | Байрон Гей, Аллен Флинн, Фрэнк Мэдден Вернон Дюк, Тед Феттер, Джон Латуш Сэмми Гэллоп, Элмер Альбрехт, Дик Юргенс Уолтер Дональдсон Гарольд Адамсон, Ян Савитт, Джонни Ватсон                            | 6:18         |
| 3.                  | «On Green Dolphin Street How Am I To Know Just Friends I Cried for You Seems Like Old Times You Stepped Out of a Dream»                                                            | Нед Вашингтон, Бронислав Капер Дороти Паркер, Джек Кинг Сэм Льюис, Джон Кленнер Артур Фрид, Гас Арнхейм, Эйб Лаймен Кармен Ломбардо, Джон Лоеб Насио Херб Браун, Гас Кан                                 | 7:05         |
| 4.                  | «If I Give My Heart to You Once In a While Ebb Tide The Lamp Is Low Where Are You? Thinking of You (I’ve Grown So Lonesome)»                                                       | Джимми Крэйн, Джимми Брюстер, Эл Джейкобс Бад Грин, Майкл Эдвардс Карл Сигман, Роберт Максвелл Митчелл Пэриш, Питер Дероуз, Берт Шефтер Гарольд Адамсон, Джимми Макхью Пол Эш Дональдсон                 | 11:08        |
| 5.                  | «Candy All I Do Is Dream of You Spring is Here 720 In the Books It Happened In Monterey What Can I Say After I Say I’m Sorry?»                                                     | Мак Дэвид, Джоан Уитни Крамер, Алекс Крамер Артур Фрид, Насио Херб Браун Ричард Роджерс, Лоренц Харт Гарольд Адамсон, Ян Савитт, Джонни Ватсон Билли Роуз, Мейбл Уэйн Уолтер Дональдсон, Эйб Лаймен      | 6:14         |
| 6.                  | «No Regrets I’ve Got a Feeling You’re Fooling Don’t Blame Me Deep Purple Rain You’re a Sweetheart»                                                                                 | Гарри Тобиас, Рой Ингрэхэм Артур Фрид, Насио Херб Браун Дороти Филдс, Джимми Макхью Митчелл Пэриш, Питер Дероуз Юджин Форд Гарольд Адамсон, Джимми Макхью                                                | 9:47         |
| 7.                  | «Hawaiian War Chant» (Бонус-трек) | Ральф Фрид, Рэй Ноубл | 2:18         |
| Общая длительность: | Общая длительность: | Общая длительность: | 55:11        |

## Избранные участники записи
- Элла Фицджеральд — вокал.
- Джимми Джонс — фортепиано.
- Гарри Эдисон — труба.
- Джордж Олд — саксофон.
- Джон Коллинз — гитара.
- Панама Фрэнсис — барабаны.
- Боб Уэст — контрабас.